# Luttra församling
Luttra församling var en församling i Skara stift och i Falköpings kommun. Församlingen uppgick 2006 i Falköpings församling.

## Administrativ historik
Församlingen har medeltida ursprung. Under medeltiden införlivades en del av Synneråls församling. 
Församlingen var till omkring 1600 annexförsamling i pastoratet Falköping, Agnestad och Luttra som från 1400-talet även omfattade Torbjörntorps församling och Friggeråkers församling. Från omkring 1600 till 1983 annexförsamling i pastoratet Falköpings stadsförsamling, Falköpings landsförsamling, Torbjörntorp, Friggeråker och Luttra. Från 1983 till 2006 annexförsamling i pastoratet Falköping, Torbjörntorp, Friggeråker och Luttra, som även omfattade andra församlingar från 1998. Församlingen uppgick 2006 i Falköpings församling.

## Kyrkor
- Luttra kyrka